# Gilla Mochua Ó Caiside
Gilla Mochua Ó Caiside fue un poeta irlandés activo en el siglo XII.
Ó Caiside fue miembro de una familia con asiento en lo que actualmente es el condado Fermanagh. Los Ó Caisides eran originalmente una familia de médicos herederos de los Maguire. Un grupo de poemas que se le atribuyen sobreviven, y fueron impresos por C. Plummer en 1922.